# Karo
Karo je ena izmed barv pri igralnih kartah.

## Karte v barvi karo
| As   | 2        | 3     | 4 | 5  |
| ---- | -------- | ----- | - | -- |
|      |          |       |   |    |
| 6    | 7        | 8     | 9 | 10 |
|      |          |       |   |    |
| Fant | Kraljica | Kralj |   |    |
|      |          |       |   |    |